# Ilberstedt
Ilberstedt település Németországban, azon belül Szász-Anhalt tartományban. Lakosainak száma 997 fő (2023. december 31.).

## Népesség
A település népességének változása:
| Lakosok száma | 1052 | 1044 | 1025 | 989  | 997  |
|               | 2017 | 2019 | 2021 | 2022 | 2023 |